# گی‌یرمو فسر
گی‌یرمو فِـسِـر (اسپانیایی: Guillermo Fesser‎؛ زادهٔ ۴ مهٔ ۱۹۶۰) یک روزنامه‌نگار، مجری رادیو، کارگردان فیلم، فیلم‌نامه‌نویس و صداپیشه اهل اسپانیا است.
او دانش‌آموختهٔ دانشگاه کمپلوتنسه مادرید و دانشگاه کالیفرنیای جنوبی است و شهرتش به‌واسطهٔ به‌کارگیری طنز و شوخی در ارائه اخبار در برنامهٔ مبتکرانه‌اش در رادیوست.
برادر او خاویر فسر نیز یک کارگردان فیلم در اسپانیاست. گی‌یرمو فسر به همراه شریکش خوان لوئیس کانو، در سال ۱۹۸۴ شرکت «گُمااِسپوما» را تأسیس کرد. این شرکت در زمینه تولید برنامه‌ها و تبلیغات رادیویی و تلویزیونی، همچنین انتشار کتاب، آلبوم‌های موسیقی و برگزاری رویدادهای فرهنگی فعالیت داشته است. فِسر و کانو از سال ۲۰۰۰ مدیریت «بنیاد گُمااِسپوما» را نیز بر عهده دارند. این سازمان غیرانتفاعی عمدتاً بر تسهیل دسترسی صدها کودک در نیکاراگوئه و سری‌لانکا به آموزش تمرکز دارد. با این حال، بنیاد گُمااِسپوما از برنامه‌های دیگری نیز حمایت کرده است؛ از جمله حفاری چاه‌های آب در جنوب سنگال. برای تأمین منابع مالی، گُمااِسپوما رویدادهای فرهنگی برگزار می‌کند؛ مانند جشنواره فلامنکو « فلامنکو پا توس» که به ترویج رقص و موسیقی فلامنکو در مادرید (اسپانیا) و همچنین در شهرهایی مانند پکن (چین)، الجزیره (الجزایر) و ماناگوا (نیکاراگوئه) می‌پردازد. سود حاصل از این جشنواره صرف پروژه‌های آموزشی می‌شود.
در میانه دهه ۱۹۸۰، گی‌یرمو فسر به همراه پاستورا وگا و تونی کانتو، برنامه تلویزیونی بعدازظهر تابستان را اجرا کرد و برای مدتی در سال ۱۹۹۲، مسابقه وی‌آی‌پی شب را در شبکه تله‌سینکو اجرا کرد. در سال ۱۹۹۴، فسر با همکاری کرمیت لاو، سازنده عروسک‌های کارخانه جیم هنسن، یک برنامه عروسکی برای تله‌سینکو طراحی کرد. این برنامه با کارگردانی خاویر فسر و فیلمنامه‌نویسی خوان لوئیس کانو و خودِ گی‌یرمو فسر ساخته شد و با نام گوماسپوما در همان سال پخش شد. فسر و کانو هر دو در این برنامه به عنوان عروسک‌گردان شخصیت‌های اسفنجی ایفای نقش کردند. گی‌یرمو فسر، چه در قالب شخصیت خودش و چه در قالب گوماسپوما، در مصاحبه‌های تلویزیونی بسیاری حضور داشته است. همچنین گوماسپوما برنامه‌های خبری ویژه‌ای برای شبکه تلویزیون اسپانیا تولید کرده است؛ از جمله عبور از المپیک، برنامه شبانه‌ای که به‌صورت زنده از پکن در طول بازی‌های المپیک ۲۰۰۸ پخش می‌شد و خیلی خوش می‌گذره، برنامه‌ای روزانه که از سن‌سباستین در جریان جشنواره بین‌المللی فیلم پخش می‌شد. گوماسپوما همچنین برنامه‌ای به نام گوماسپومای انگلیسی تولید کرده که یک برنامه آموزش زبان انگلیسی به کودکان پیش‌دبستانی است و مفاهیم پایه‌ای زبان را آموزش می‌دهد.
از فیلم‌ها یا مجموعه‌های تلویزیونی که وی در آن‌ها نقش داشته‌است، می‌توان به معجزه پی. تینتو اشاره نمود.